# Панчево (городское поселение)
Панчево (серб. Град Панчево) — городское поселение в Сербии, входит в Южно-Банатский округ.
Население городского поселения составляет 125 769 человек (2007 год), плотность населения составляет 167 чел./км². Занимаемая площадь — 755 км², из них 82,6 % используется в промышленных целях.
Административный центр городского поселения — город Панчево. Городское поселение Панчево состоит из 10 населённых пунктов, средняя площадь населённого пункта — 75,5 км².

## Статистика населения
| Год  | Население, чел. |
| ---- | --------------- |
| 1991 | 122 157         |
| 2001 | 126 928         |
| 2002 | 127 296         |
| 2003 | 127 210         |
| 2004 | 126 960         |
| 2005 | 126 716         |
| 2006 | 126 388         |
| 2007 | 125 769         |

## Населённые пункты
Городское поселение Панчево состоит из 10 населённых пунктов:
| Русское название   | Сербское название  | 2011   |
| ------------------ | ------------------ | ------ |
| Банатски-Брестовац | Банатски Брестовац | 3 251  |
| Банатско-Ново-Село | Банатско Ново Село | 6 686  |
| Глогонь            | Глогоњ             | 3 012  |
| Долово             | Долово             | 6 146  |
| Иваново            | Иваново            | 1 053  |
| Качарево           | Качарево           | 7 100  |
| Омолица            | Омољица            | 6 309  |
| Панчево            | Панчево            | 76 203 |
| Старчево           | Старчево           | 7 473  |
| Ябука              | Јабука             | 6 181  |